# Distretto di Redon
Il distretto di Redon era una divisione territoriale francese del dipartimento dell'Ille-et-Vilaine, istituita nel 1790 e soppressa nel 1795.
Era formato dai cantoni di Redon, Baulon, Campel,
Guignen, Guipry, Maure, Pipriac, Renac e Sixt.